# عاشميات
عاشميات (الاسم العلمي: Juncaginaceae)، فصيلة نباتات مُزهرة، وهي فصيلة معترف بها من قبل معظم خبراء التصنيف على مدى العقود القليلة الماضية. وتعرف أيضًا باسم الحشائش السهمية. وتضم 3 أجناس و34 نوعًا معروفًا (Christenhusz & Byng 2016).